# Digimon Tamers: Brave Tamer
Digimon Tamers: Brave Tamer (デジモンテイマーズ ブレイブテイマー?, Dejimon Teimāzu Bureibu Teimā) è un videogioco pubblicato da Bandai per WonderSwan Color. Il gioco è uscito solo in Giappone il 29 dicembre 2001.

## Trama
In seguito agli eventi di D-1 Tamers, Ryo e Millenniummon viaggiano nel tempo e finiscono presumibilmente nel futuro. Tuttavia, qualcosa va storto e Ryo viene catapultato nel passato, dove incontra Monodramon, il suo Digimon partner. Viene rivelato che tutti i Digiworld furono creati dal computer Atanasoff, il primo computer digitale del mondo, dopo la sua attivazione negli anni quaranta tramite il supporto di ENIAC, il secondo computer ad essere attivato, e che essi, in seguito ad alcune divergenze, si erano trasformati in realtà alternative.
Ryo va in cerca dell'aiuto dei suoi compagni Domatori e Digiprescelti per sconfiggere ZeedMillenniummon. Ci riesce con l'aiuto di ENIAC, anche se non è chiaro come faccia ENIAC ad essere in grado di attraversare lo spazio e le diverse realtà. Ryo deve salvare i Domatori e i Digiprescelti dalla minaccia che stanno affrontando in quel momento, prima che questi, come ringraziamento, gli diano i loro Digimon, esattamente come in Anode Tamer. Ryo salva alternativamente i Domatori e i Digiprescelti mentre respinge i Digimon che ZeedMillenniummon ha inviato per impadronirsi del mondo di ENIAC. Millenniummon ha inoltre creato dei cloni dell'Imperatore Digimon e dei rispettivi leader di Adventure, Adventure 02 e Tamers. Si crede che Ken, nel futuro di Millenniummon, abbia tradito i suoi amici a causa dei Semi delle Tenebre che Millenniummon stesso ha impiantato in lui in Tag Tamers. Durante il gioco si intuisce che alcuni dei Boss Digimon che Ryo deve affrontare sono Armordigievoluzioni di Wormmon. In uno dei dialoghi tra Ryo, Monodramon ed ENIAC, viene rivelato che lo scopo delle azioni di Millenniummon è quello di guadagnare il controllo di tutte le realtà e di liberare il futuro dalla resistenza che sta affrontando al momento.
Ryo alla fine affronta Millenniummon nel futuro come ultimo disperato tentativo di ENIAC di salvare il mondo prima che Millenniummon possa impossessarsene. Ryo viene a conoscenza che Millenniummon è di fatto il suo vero Digimon partner. Monodramon e Millenniummon discutono su chi debba essere il partner di Ryo, finché il piccolo Digidrago non forza una DNAdigievoluzione tra lui e Millenniummon, dopo aver indebolito gravemente quest'ultimo, generando un Digiuovo che successivamente darà vita a Cyberdramon.
Alla fine a Ryo viene data la possibilità di ritornare al suo mondo (quello di Adventure) oppure di andare in un altro (quello di Tamers). Il ragazzo decide di recarsi in quest'ultimo per ragioni sconosciute. Come abbia fatto a trasferire anche i suoi genitori nel mondo di Tamers rimane ignoto. Tuttavia, è possibile che quelli fossero solo parenti adottivi o che essi facessero già parte di quel mondo. In tal caso, ciò che è stato del Ryo di quel mondo rimane un mistero.

## Accoglienza
Al momento dell'uscita, i quattro recensori della rivista Famitsū hanno dato un punteggio di 25/40.